# پست بانک ایران
پست بانک ایران (به انگلیسی: Post Bank Iran)، یک بانک دولتی در ایران است که در زمینه ارائه خدمات مالی و بانکداری در مناطق شهری و روستایی و همچنین اقتصاد دیجیتال فعالیت می‌کند. پست بانک ایران از دی ماه سال ۱۳۷۵ فعالیت رسمی خود را آغاز کرده و در حال حاضر حدود ۶۵۰۰ شعبه و باجه بانکی روستایی در کشور دارد که شعب، توسط بخش دولتی و باجه های روستایی توسط بخش خصوصی تحت نظارت و با مجوز شعب دولتی فعالیت می‌کنند. این بانک در سال های ۱۳۹۹ و ۱۴۰۰ از سوی وزارت اقتصاد ایران بعنوان برترین بانک دولتی ایران برگزیده شد. 
ماهیت فعالیت‌های پست بانک بیشتر بانکداری خرد بر بستر الکترونیک و خدمات بانکی یکپارچه می‌باشد.  مدیریت مرکزی پست بانک ایران، در شهر تهران (پایتخت) قرار دارد.

## تاریخچه
فعالیت رسمی پست‌بانک از سال ۱۳۷۵ و پس از تصویب اساس‌نامه توسط هیئت وزیران آغاز شد.
سال۱۳۶۲: پیشنهاد ایجاد پست مالی و ارائه خدمات بانکی از طریق شبکه پستی وزارت ارتباطات و فناوری اطلاعات به هیئت وزیران.
سال۱۳۶۵: تهیه و ارائه مقدمات تشکیل پست مالی.
سال۱۳۶۶: تأسیس پست مالی.
سال۱۳۷۴: جداسازی وظایف پست مالی از شرکت و تأسیس شرکت پست بانک به موجب مصوبه مجلس شورای اسلامی.
سال۱۳۷۵: تصویب اساس‌نامه پست بانک توسط هیئت وزیران.
سال۱۳۷۸: لحاظ نمودن عاملیت بانکی بخش در مستندات قانون برنامه سوم.
سال۱۳۸۱: تصویب اصلاحیه اساسنامه پست بانک با نظر بانک مرکزی.
سال۱۳۸۲: تصویب اصلاحیه اساسنامه پست بانک توسط هیئت دولت و شورای نگهبان.
سال۱۳۸۵: پست بانک رسماً به عنوان یازدهمین بانک دولتی با مجوز بانک مرکزی مشغول ادامه خدمات شد.
سال۱۳۹۵: بر اساس مصوبه مورخ ۱۳۹۵/۵/۶ مجلس شورای اسلامی و تأیید شورای نگهبان، پست بانک ایران به عنوان بانک توسعه‌ای و تخصصی حوزه ICT کشور و همچنین بزرگ‌ترین خرده بانکدار در حوزه روستایی تعیین شد.

## عملکرد و شاخص‌های کلیدی
بهزاد شیری در گزارش عملکرد بانک، سال ۱۳۹۸ را برای پست بانک ایران نقطه عطف و بزنگاه تاریخی توصیف کرده است. پست بانک ایران، پیش از سال ۱۳۹۵ با زیان انباشته ۱۱۴۵۲ میلیارد ریال مواجه بوده و مشمول ماده ۱۴۱ قانون تجارت ورشکسته بوده است. تغییر جهت روند زیان دهی بانک از سال ۹۸ آغاز و با روند تحولی و با تأکید بر شفافیت و با کاهش تدریجی زیان انباشته و سوددهی پیاپی سالیانه، متناسبی رسید و با عملکرد ۲٫۵ سال گذشته (در ۱۴۰۰) از مشمولیت ماده ۱۴۱ قانون تجارت خارج شد.رضا غیابی، مشاور مدیر عامل پست بانک ایران در اسفند ماه ۱۴۰۰ تصویری از موفقیت بانک ترسیم کرد و اعلام داشت سود پست بانک ایران در سال ۱۳۹۹ سه برابر سرمایه ثبتی بانک می‌باشد. نرخ نکول این بانک به زیر ۳ درصد رسیده و کفایت سرمایه آن از منفی ۷/۷ درصد به ۴/۵ درصد مثبت رسیده است.

## دربارهٔ آرم و لوگوی پست بانک ایران
پست بانک ایران که به صورت دایره درنظر گرفته شده به عنوان نمادی از پول و سکه است که خطوط شیار گونه سفید آن نمادی از حرکت را را به ذهن می‌رساند و معمولاً در فعالیت‌های پستی استفاده از خطوط هاشور و شیار گونه از نشانه‌های متداول است و در زبان بین‌المللی نیز پست را تداعی می‌کند.
همچنین شکل خطوط به‌صورت باندهای اسکناس طراحی شده تا موضوع پول را در قالب اسکناس‌های بسته که به‌صورت منظم و به سمت داخل دایره در حرکت هستند را نشان بدهد. البته در قرن اخیر، موج به عنوان اولین نشانه عصر ارتباطات مطرح گردیده و هاشورها هم به نوعی سکه‌ای مواج را در فضا نمایش می‌دهد. در طراحی این آرم سعی شده تا سادگی آن حفظ و از زیبایی آن نیز کاسته نشود.
به همین دلیل تا آنجایی که ممکن بود تلاش گردید تا یک نشان به یاد ماندنی در برنامه‌های تبلیغاتی طراحی گردد. گفتنی است: لوگو (نوشته نستعلیق) پست بانک ایران در سال ۱۳۸۰ توسط خطاط محمد احصایی تحریر گردیده و لوگوی آن نیز در همین سال توسط حسین خسروجردی طراحی و مورد تصویب هیئت مدیره وقت بانک قرار گرفت.

## ماموریت‌های پست بانک
- توسعه فناوری‌های پیشرفته در خدمات بانکی
- حفظ و توسعه نیروی انسانی متخصص
- ارتقای بهره‌وری شبکه بانکی
- ارائه خدمات نوین و ممتاز بانکی در کشور
- یکپارچه‌سازی کانال‌های ارائه خدمات بانکی
- هوشمند سازی خدمات
- توسعه همکاری با شرکای کلیدی
- توسعه خلاقیت و نو آوری
- ارائه خدمات توسعه ای استارت آپ و دانش بنیان
- حامی مالی رویداد اینوتکس در پارک فناوری پردیس[۱۱]
- مشارکت در توسعه مناطق روستایی و کمتر توسعه یافته[۱۲]

## اهداف تأسیس پست‌بانک
- گسترش خدمات پولی و مالی در شهرها و روستاهای کشور
- کمک به توسعه سیستم بانکی و گسترش تسهیلات بانکی
- انجام نمایندگی در پرداخت و دریافت ناشی از مبادلات تجاری
- کمک به کاهش مسافرت‌های شهری و روستایی و هزینه‌های مربوط به آن
- کمک به توسعه فناوری اطلاعات و ارتباطات (ICT) کشور
- توسعه خدمات مالی خرد با مشارکت دفاتر خدمات بانکی شهری و روستایی منتخب
- تسهیل در دسترسی به بانک در روستاها

## خدمات پست بانک
پست بانک ایران برای مشتریان خود پست بانک کارت صادر می‌کند که این کارت‌ها را می‌توان در شبکهٔ بانکی شتاب (دستگاه‌های خودپرداز و پایانه‌های فروش، درگاه‌های خرید اینترنتی و بانک‌های دولتی و خصوصی) مورد استفاده قرار داد.
شامل:
- خدمات ارزی بانکی:
  - حساب‌های ارزی
  - سپام
  - گشایش اعتبارات اسنادی
  - خرید و فروش ارز
  - تأیید حساب
  - قبول و وصول چک‌های ارزی
  - صدور ضمانت نامه ارزی
  - تسهیلات ارزی
- خدمات ریالی بانکی:
  - محصولات و خدمات الکترونیک
  - تسهیلات در قالب عقود اسلامی
  - خدمات باجه‌های بانکی روستایی
  - صدور ضمانت نامه‌های ریالی
  - خرید شارژ همراه
  - پرداخت قبوض مصرفی
  - صندوق امانات
  - خدمات اعتباری

## مدیران عامل پست بانک از ابتدا
| نام مدیر عامل  | از تاریخ | تا تاریخ |
| -------------- | -------- | -------- |
| علی اصغر جوادی | ۱۳۷۵     | ۱۳۷۷     |
| جعفر عبادی     | ۱۳۷۷     | ۱۳۷۹     |
| علی اصغر جوادی | ۱۳۷۹     | ۱۳۸۰     |
| محمود حسن‌زاده  | ۱۳۸۰     | ۱۳۸۴     |
| محمود افضلی    | ۱۳۸۴     | ۱۳۸۹     |
| محمدحسن محبیان | ۱۳۸۹     | ۱۳۹۱     |
| حسینعلی ضیایی  | ۱۳۹۲     | ۱۳۹۳     |
| محمود حسن‌زاده  | ۱۳۹۳     | ۱۳۹۴     |
| خسرو فرحی      | ۱۳۹۴     | ۱۳۹۸     |
| بهزاد شیری     | ۱۳۹۸     | هم‌اکنون  |